# Lianping

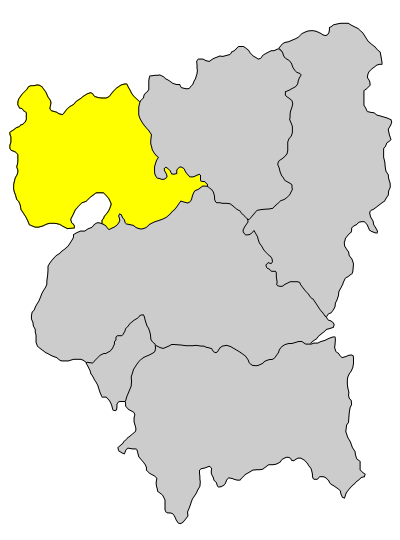
Lage des Kreises Lianping innerhalb des Verwaltungsgebietes von Heyuan

Der Kreis Lianping (chinesisch 连平县, Pinyin Liánpíng Xiàn) ist ein Kreis in der chinesischen Provinz Guangdong. Er gehört zum Verwaltungsgebiet der bezirksfreien Stadt Heyuan. Lianping hat eine Fläche von 2.275 km² und zählt 285.224 Einwohner (Stand: Zensus 2020). Hauptort ist die Großgemeinde Yuanshan (元善镇).

## Administrative Gliederung
Auf Gemeindeebene setzt sich der Kreis aus dreizehn Großgemeinden zusammen. 